# Station Flaxlanden
Station Flaxlanden is een spoorwegstation in de Franse gemeente Zillisheim. Het station staat in het noordoosten van de gemeente, in de buurt van buurgemeente Flaxlanden.